# Le Monde désert
Le Monde désert est un roman de Pierre Jean Jouve paru en 1927. Il a été adapté en téléfilm par Pierre Beuchot et Jean-Pierre Kremer en 1985.

## Brève description
- Le Monde désert traite des difficiles relations entre la vie amoureuse et la création artistique chez trois personnages. Jacques de Todi, homosexuel, a peut-être une vocation de peintre, et son modèle, le fils d’un pasteur genevois, s’est réellement suicidé. Luc Pascal, le poète maudit, est un double transparent de l'auteur. La mystérieuse Baladine (sans doute inspirée par Baladine Klossowska, la dernière compagne de Rilke, la mère de Pierre Klossowski et de Balthus) aide les hommes qu’elle aime à se révéler, mais elle ne les protège pas de la mort physique ou symbolique. Le roman se lit à deux niveaux : la vie visible de ses personnages se distingue de leur vie intérieure à laquelle le romancier nous rend très sensible.
- Le Monde désert a été adapté en téléfilm par Pierre Beuchot et Jean-Pierre Kremer en 1984.